# シドニー大学
シドニー大学（英語: The University of Sydney）は、1850年にオーストラリアのニューサウスウェールズ州の州都シドニーに設立された同国最古の世界屈指の名門大学である。世界大学ランキングでは常に上位にランクインする他、シドニー大学は規模、名声ともに総合大学として、常に高い評価を受けている。2024年のQS世界大学ランキングでは世界19位、卒業生の雇用スキルランキングでは世界トップ5位以内にランクインしている。 卒業生には5人のノーベル賞受賞者と2人のクラフォード賞受賞を生み出している。

## 概要

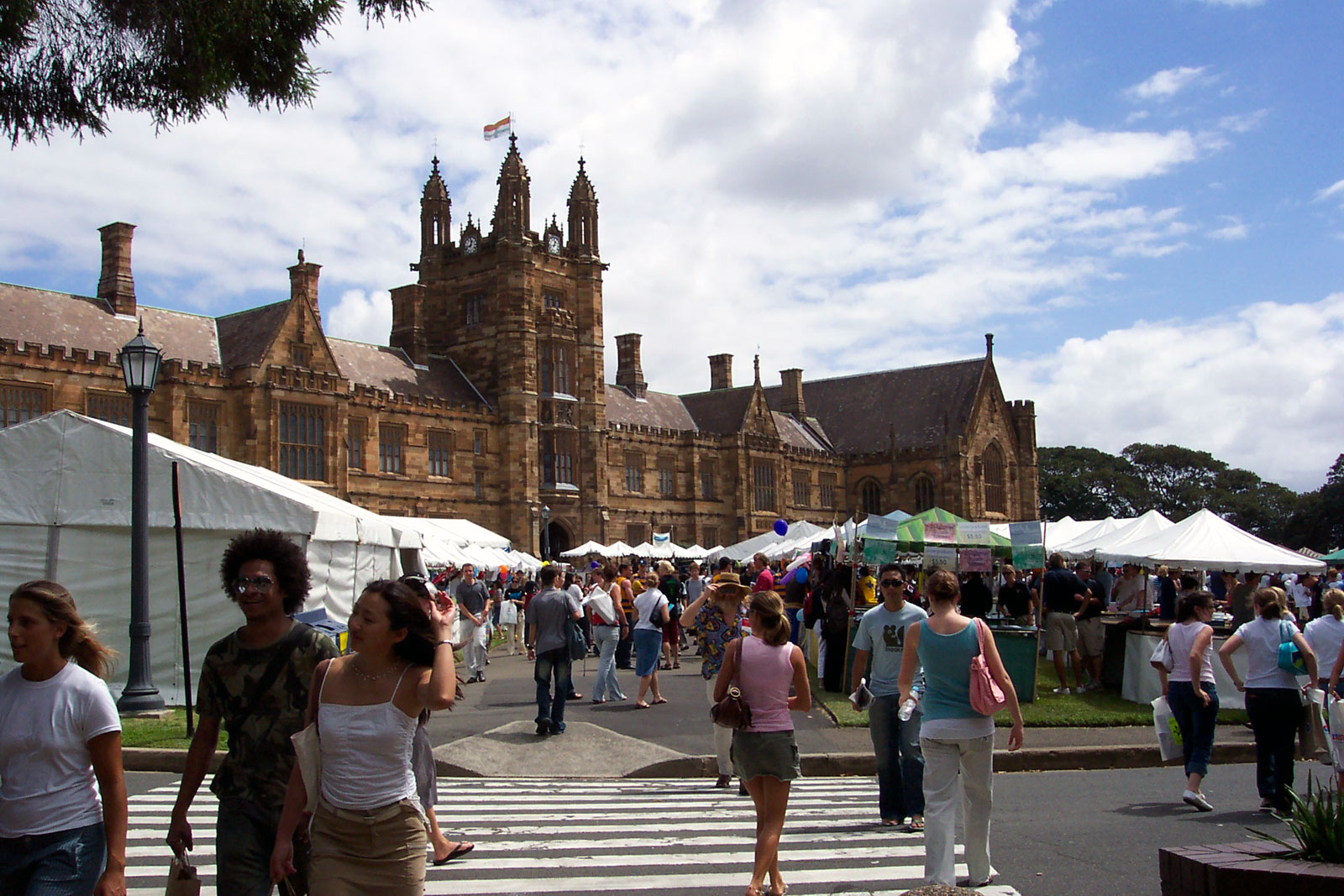
オリエンテーション・ウィークの風景

シドニー大学はその研究と実績の観点から、オーストラリア国内で高ランクの大学連合オーストラリア8大学に所属し、また環太平洋地域を代表する37の主要大学で構成される環太平洋大学協会（APRU）のメンバーでもある。
THEインパクトランキング2021では世界2位にランクインし、国連のSDGsを基準として大学の社会貢献の取り組みが高く評価されている。「世界の最も美しい大学キャンパス10」（UK Daily TelegraphとUS HuffPost）にランクインされたほど。
2018年のQS世界大学ランキング（科目別）において、人文科学の分野で15位、社会科学の分野で14位、生命科学の分野で15位の評価を受け、2015年のQS世界大学ランキング総合評価では世界37位であった。
大学のメインキャンパスはシドニー市街の南西に位置しオックスブリッジ式で、近年の統合によりほかにキャンパスがいくつかある。
卒業生にはジョン・ハワードをはじめとする8人のオーストラリアの歴代首相、2人のオーストラリア総督、24人の最高裁判所判事、著名文化人の名前が挙げられる。また、学術研究においては世界最古の国際的なフェローシップ制度であるローズ奨学生に110人がノミネートしている。

## キャンパス

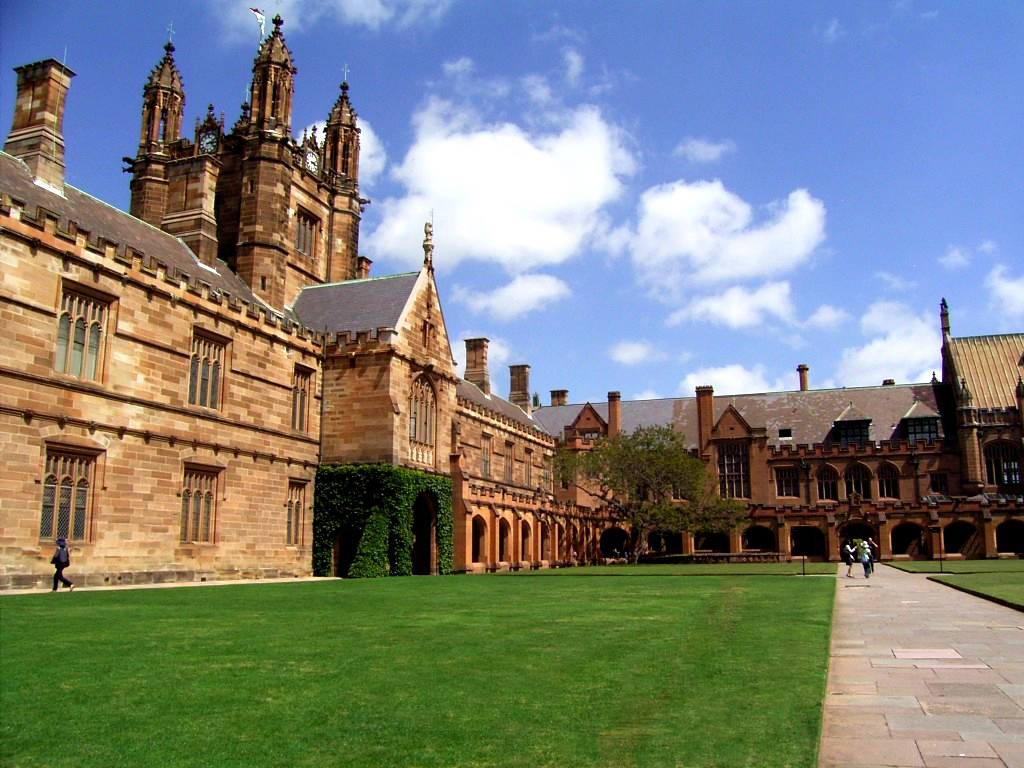

メインキャンパスは「世界の最も美しい大学キャンパス10」（UK Daily TelegraphとUS HuffPost）にランクインしている。キャンパーダウンとダーリントンの間に位置し、シドニー都市中心部から近い。

## 組織
17学部が3つのカレッジ（学校）に属する :
- 健康科学学校
  - 歯学部　Dentistry

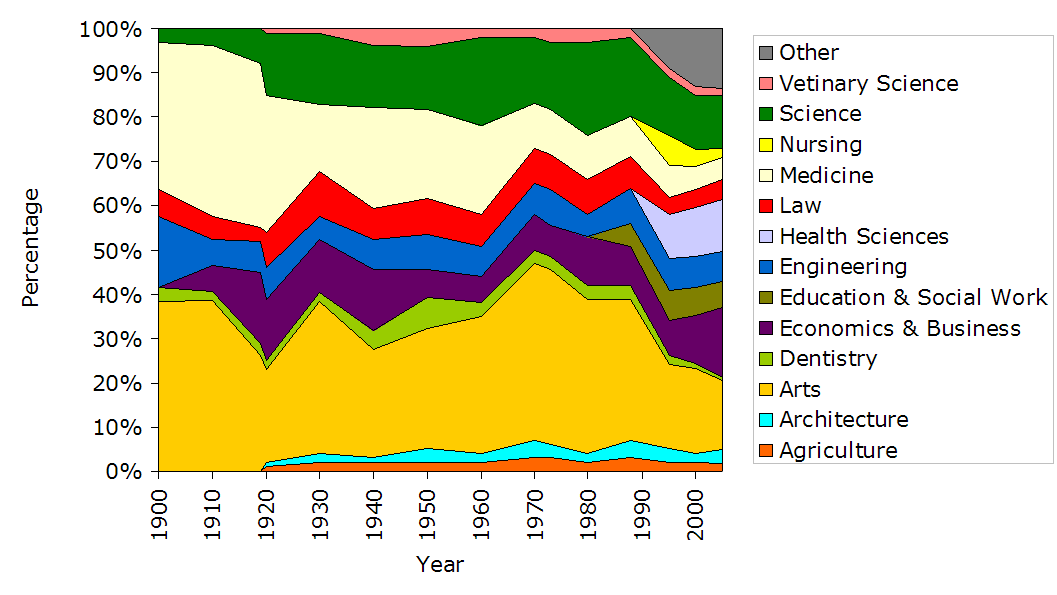
学部による登録の割合（1900-2005年）

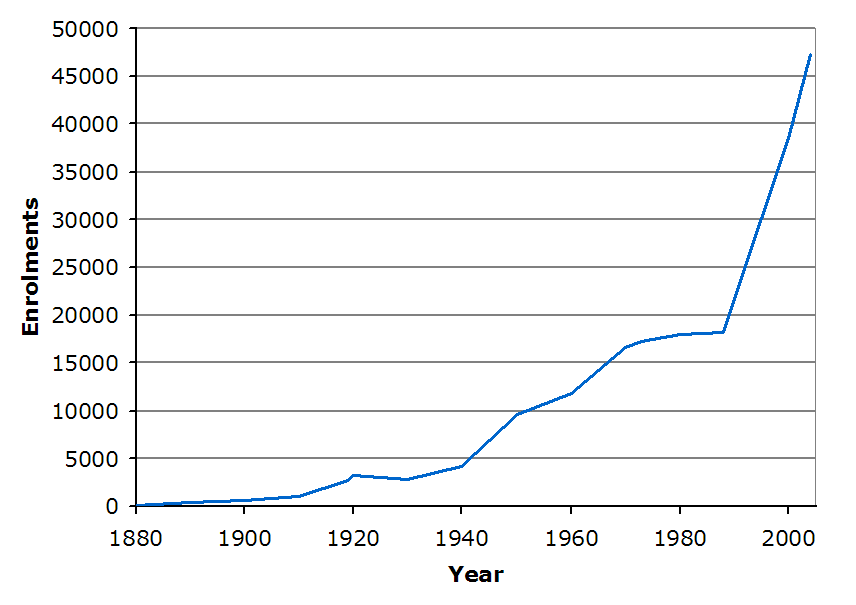
シドニー大学の登録者数

  - 健康科学部　Health Sciences
  - 医学部　Medicine
  - 看護学・助産術　Nursing & Midwifery
  - 薬学部　Pharmacy
- 人文科学・社会科学学校
  - 人文科学部　Arts
  - 経済学・ビジネス学部　Economics and Business
  - 教育学・社会福祉学部　Education and Social Work
  - 行政学大学院　Graduate School of Government
  - 法学部 Law
  - Sydney College of the Arts
  - Sydney Conservatorium of Music
- 科学技術学校
  - 農学・食料・天然資源学部 Agriculture, Food and Natural Resources
  - 建築学部 Architecture, Design and Planning
  - 工学・情報工学部 Engineering and Information Technologies
  - 理学部 Science
  - 獣医学部 Veterinary Science

## 学生寮
学生寮
- アバクロンビー（Abercrombie）[3]
- 国際ハウス（International House）[3]
- テラス（Terraces）[3]
- レジメント棟（Regiment）[3]

レジデンシャル・カレッジ
- Mandelbaum House[4]
- Sancta Sophia College[4]
- St Andrew's College (en)[4]
- St John's College [4]
- St Paul's College (en) [4]
- Wesley College (en)[4]
- Women's College (en)[4]
- St Paul's Graduate House (en)[4]
- Sancta Sophia’s Graduate House (en)[4]
- シドニーの本校舎Sydney University Village (SUV) 案内図[5]と学生用滞在施設[6]
- Stucco 学生住宅コーポラティブ[7]

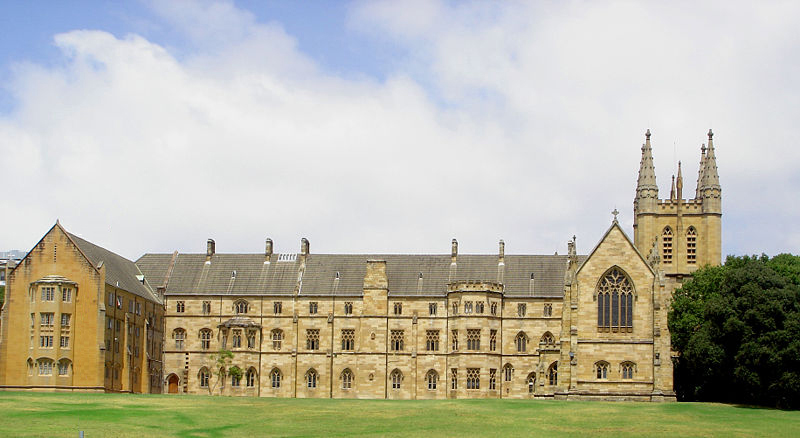
St Jones College
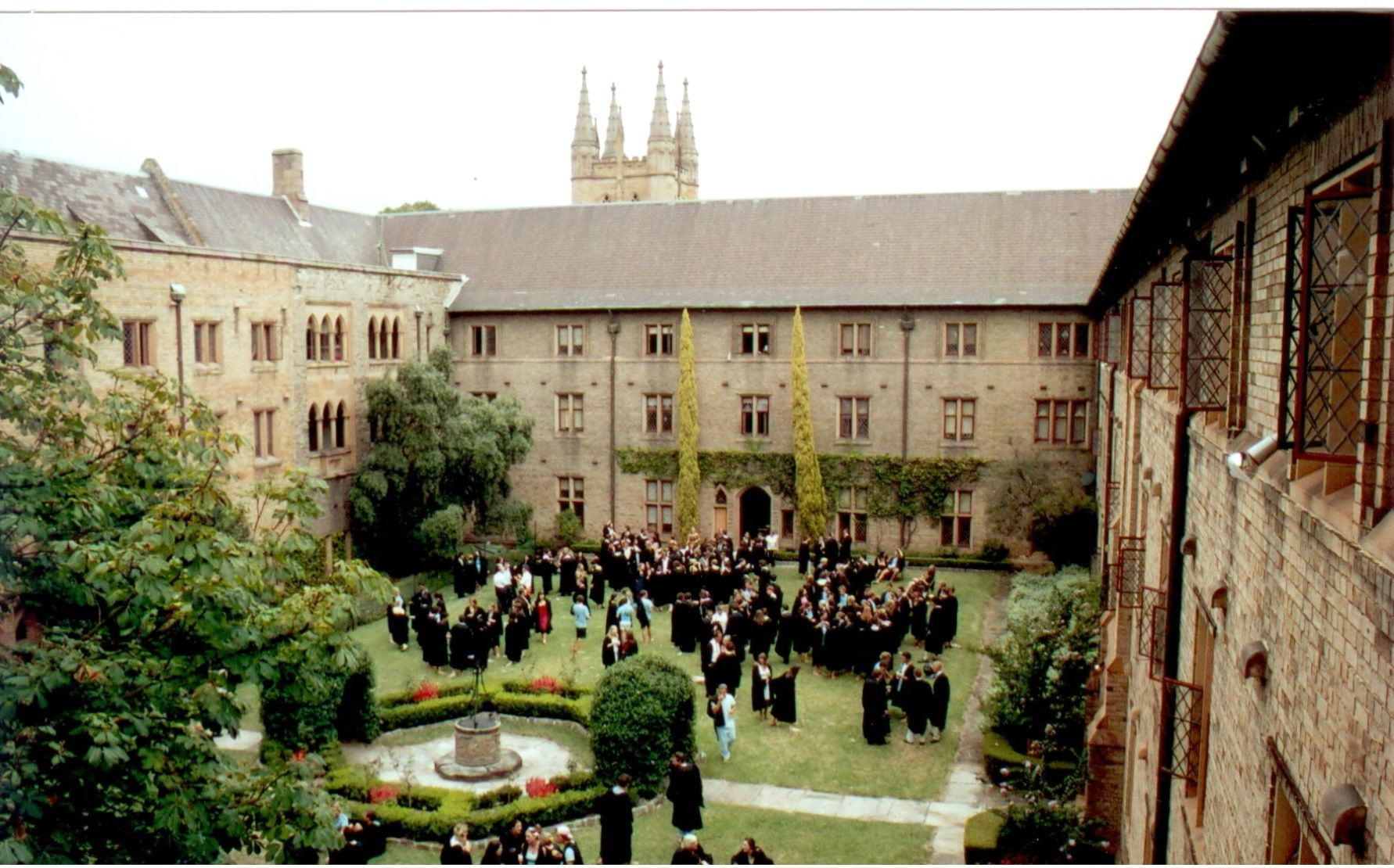
Sancta Sophia College
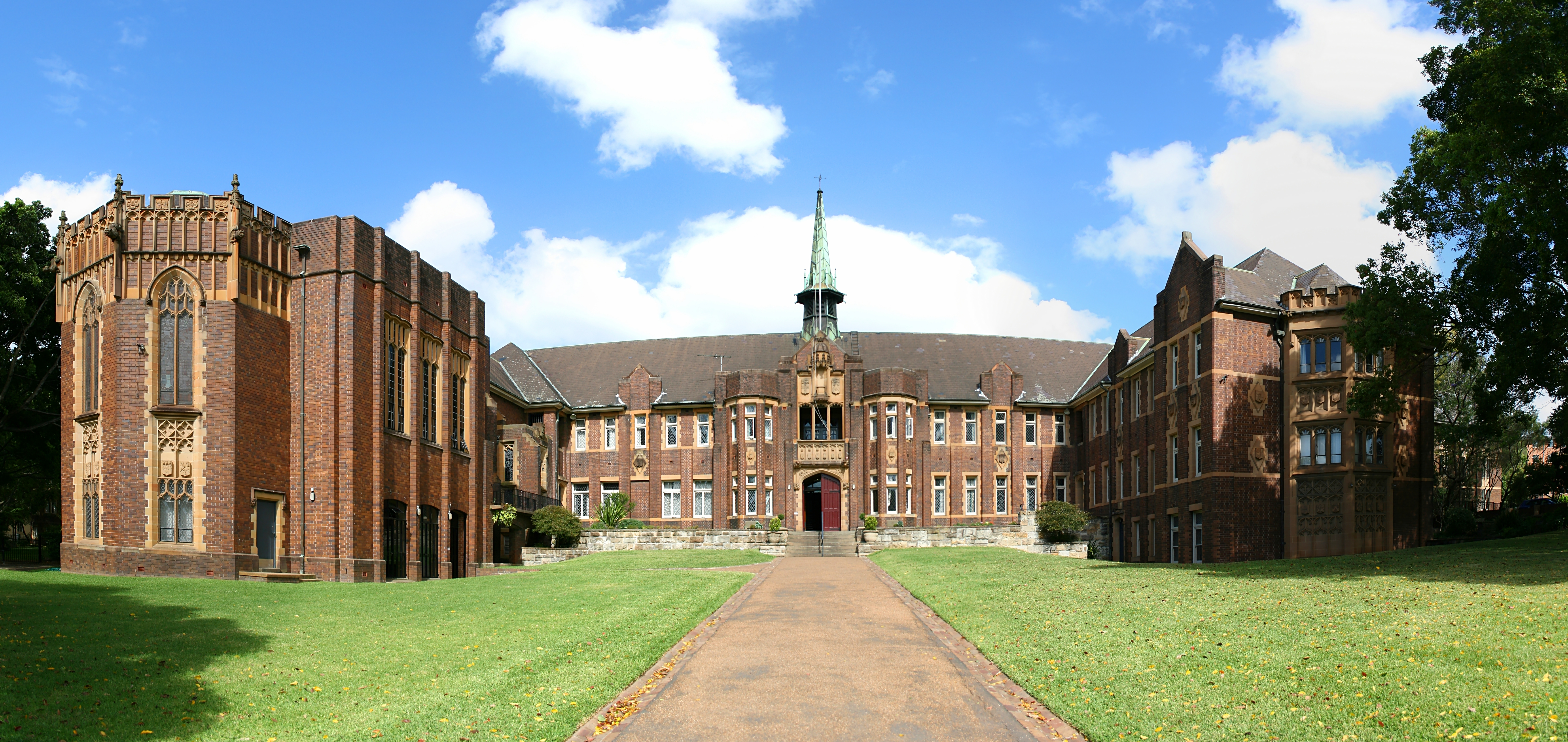
Wesley College
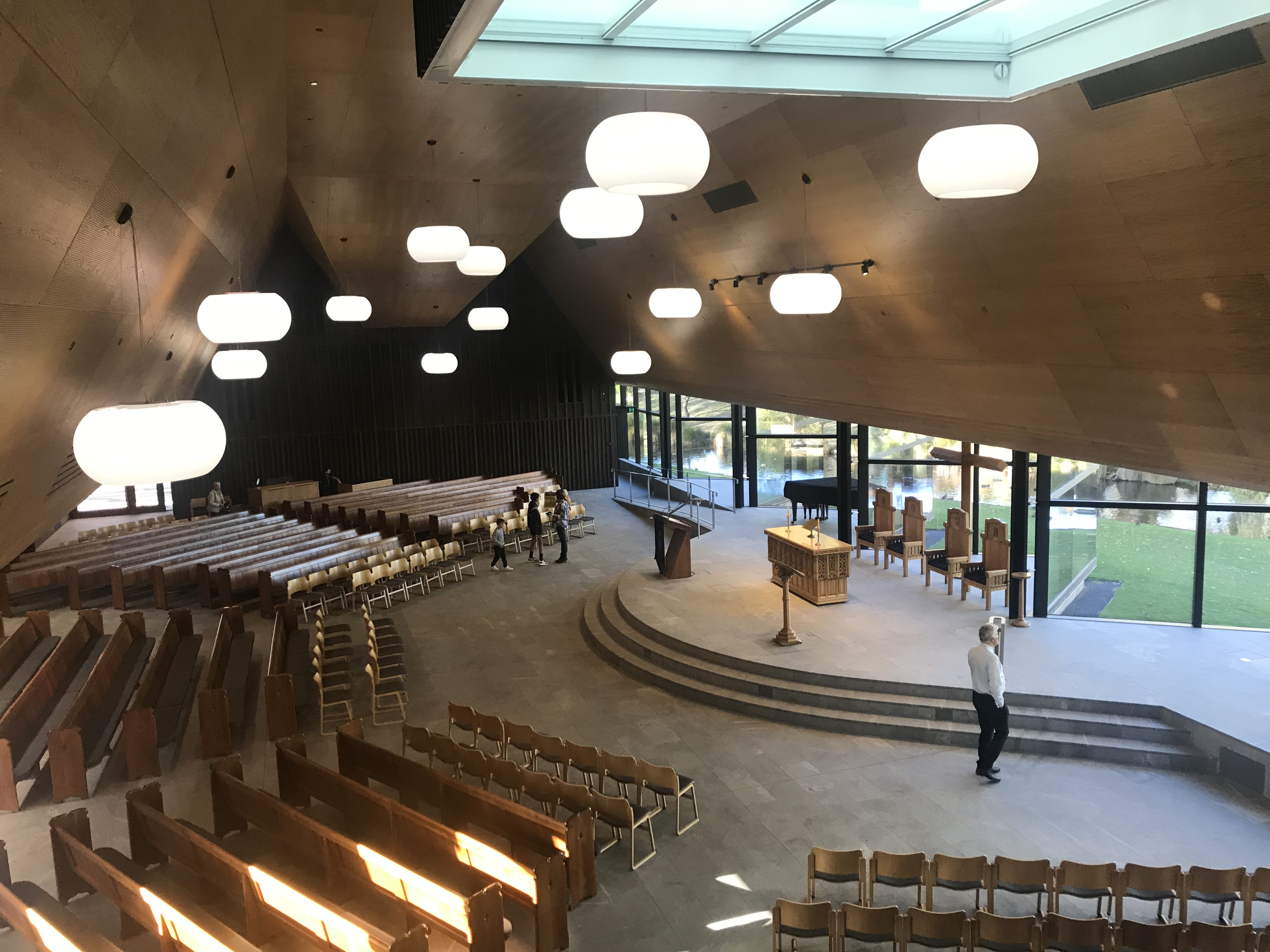
St Andrew's College

## 学術ランキング
2021年のQS世界大学ランキングではシドニー大学は世界40位にランクイン。オーストラリア国内においては2位にランクインと常に高い評価を受けている。又、学術的な評判は世界トップ27位にランクインした。以下は各科目別のQS世界大学ランキング。
- 02位　スポーツ科学
- 10位　生理解剖学
- 11位　獣医学
- 15位　人文科学
- 12位　教育学
- 14位　法学
- 15位　看護学
- 16位　建築学
- 18位　会計、金融学
- 39位　工学、情報工学
- 15位　健康科学
- 43位　自然科学
- 14位　社会科学
- 18位　医学

2021年のUSニューズ&ワールド・レポートでは、世界トップグローバル大学ランキングにおいてシドニー大学は27位で国内2位と評価された。2021年の世界大学学術ランキングでは世界トップ69位にランクインし世界のトップ大学0.7％に入る。　
2021年のQS世界大学ランキングでシドニー大学卒業生の雇用機会は世界4位にランクイン。1位に同国内、アジアパシフィックでランクインしている。

## 著名な卒業生

### 政治・法律
- H・V・エヴァット（国際連合総会議長（1948 - 1949年））
- 歴代オーストラリア総督（Governors-General）
  - ジョン・ロバート・カー（英語版）
  - ウィリアム・パトリック・ディーン（英語版）
- オーストラリア首相（任期順）
  - エドモンド・バートン
  - アール・ペイジ（英語版）
  - ウィリアム・マクマホン
  - ゴフ・ホイットラム
  - ジョン・ハワード
  - トニー・アボット
  - マルコム・ターンブル
  - アンソニー・アルバニージー
- オーストラリア高等裁判所裁判長（任期順）
  - サミュエル・グリフィス（英語版）
  - ガーフィールド・バーウィック（英語版）
  - アンソニー・メイソン (判事)（英語版）
  - マーレイ・グリーソン（英語版）

### 経済
- ジェームズ・ウォルフェンソン（英語版） - 世界銀行総裁（第9代、1995-2005年）
- 秋元征紘 - 日本ペプシ・コーラ副社長、ナイキジャパン代表取締役社長、ＬＶＭＨグループのゲラン代表取締役社長

### 科学
- ロバート・ロビンソン（有機化学者、ノーベル化学賞受賞者（1947年））
- ジョン・コーンフォース（シドニー大学、科学学士号取得（1938年））、1975年ノーベル化学賞受賞
- ジョン・ハーサニ（シドニー大学経済修士（1966年））、1994年ノーベル経済学賞
- フィリップ・K・チャップマン（英語版）- オーストラリア初の宇宙飛行士[8]
- ポール・スカリー・パワー（英語版） - オーストラリア人で初めて宇宙飛行を体験[注釈 1]

### 音楽
- サラ・オレイン  - 歌手・ヴァイオリニスト